# Periklís Iakovákis
Periklís Iakovákis (en grec : Περικλής Ιακωβάκης), né le 24 mars 1979 à Patras, est un athlète grec spécialiste du 400 m haies. Il est détenteur du record de Grèce de la discipline et champion de Grèce à neuf reprises.

## Biographie
En 1998, Iakovákis est champion du monde junior du 400 m haies à Annecy. En 2003, il termine troisième aux Championnats du monde de Saint-Denis. Il a remporté le titre sur 400 mètres haies aux Championnats d'Europe 2006.
Il met un terme à sa carrière en 2015.

## Palmarès
| Date | Compétition                       | Lieu          | Résultat | Épreuve     | Performance   |
| ---- | --------------------------------- | ------------- | -------- | ----------- | ------------- |
| 1997 | Championnats d'Europe juniors     | Ljubljana     | 2e       | 400 m       | 46 s 68       |
| 1997 | Championnats d'Europe juniors     | Ljubljana     | 2e       | 4 × 400 m   | 3 min 08 s 29 |
| 1998 | Championnats du monde juniors     | Annecy        | 1er      | 400 m haies | 49 s 82       |
| 1999 | Championnats d'Europe espoirs     | Göteborg      | 3e       | 400 m haies | 49 s 97       |
| 2001 | Championnats d'Europe espoirs     | Amsterdam     | 2e       | 400 m haies | 49 s 63       |
| 2001 | Jeux méditerranéens               | Radès         | 1er      | 400 m haies | 50 s 21       |
| 2002 | Championnats d'Europe             | Munich        | 5e       | 400 m haies | 49 s 07       |
| 2002 | Championnats d'Europe             | Munich        | 6e       | 4 × 400 m   | 3 min 04 s 26 |
| 2003 | Championnats du monde             | Paris         | 3e       | 400 m haies | 48 s 24       |
| 2003 | Championnats du monde             | Paris         | 6e       | 4 × 400 m   | 3 min 02 s 56 |
| 2006 | Championnats d'Europe             | Göteborg      | 1er      | 400 m haies | 48 s 46       |
| 2006 | Finale mondiale                   | Stuttgart     | 1er      | 400 m haies | 47 s 92       |
| 2007 | Championnats du monde             | Osaka         | 6e       | 400 m haies | 49 s 25       |
| 2008 | Coupe d'Europe                    | Annecy        | 1re      | 400 m haies | 49 s 15       |
| 2008 | Jeux olympiques                   | Pékin         | 8e       | 400 m haies | 49 s 96       |
| 2009 | Jeux méditerranéens               | Pescara       | 3e       | 4 × 400 m   | 3 min 6 s 29  |
| 2009 | Championnats du monde             | Berlin        | 5e       | 400 m haies | 48 s 42       |
| 2009 | Finale mondiale                   | Thessalonique | 3e       | 400 m haies | 48 s 90       |
| 2010 | Championnats d'Europe par équipes | Bergen        | 2e       | 400 m haies | 50 s 13       |
| 2010 | Championnats d'Europe par équipes | Bergen        | 8e       | 4 × 400 m   | 3 min 06 s 38 |
| 2010 | Championnats d'Europe             | Barcelone     | 5e       | 400 m haies | 49 s 38       |
| 2012 | Championnats d'Europe             | Helsinki      | 8e       | 400 m haies | 50 s 57       |
| 2013 | Jeux méditerranéens               | Mersin        | 3e       | 4 × 400 m   | 3 min 07 s 36 |
| 2015 | Championnats d'Europe par équipes | Heraklion     | 8e       | 400 m haies | 51 s 33       |
| 2015 | Championnats d'Europe par équipes | Heraklion     | 8e       | 4 x 400 m   | 3 min 10 s 99 |

## Records
| Épreuve          | Épreuve          | Performance | Lieu      | Date            |
| ---------------- | ---------------- | ----------- | --------- | --------------- |
| 400 mètres       | En plein air     | 46 s 35     | Réthymnon | 7 juillet 2002  |
| 400 mètres       | En salle         | 47 s 03     | Le Pirée  | 13 février 1999 |
| 400 mètres haies | 400 mètres haies | 47 s 82     | Osaka     | 6 mai 2006      |